# Rijksmatrikel

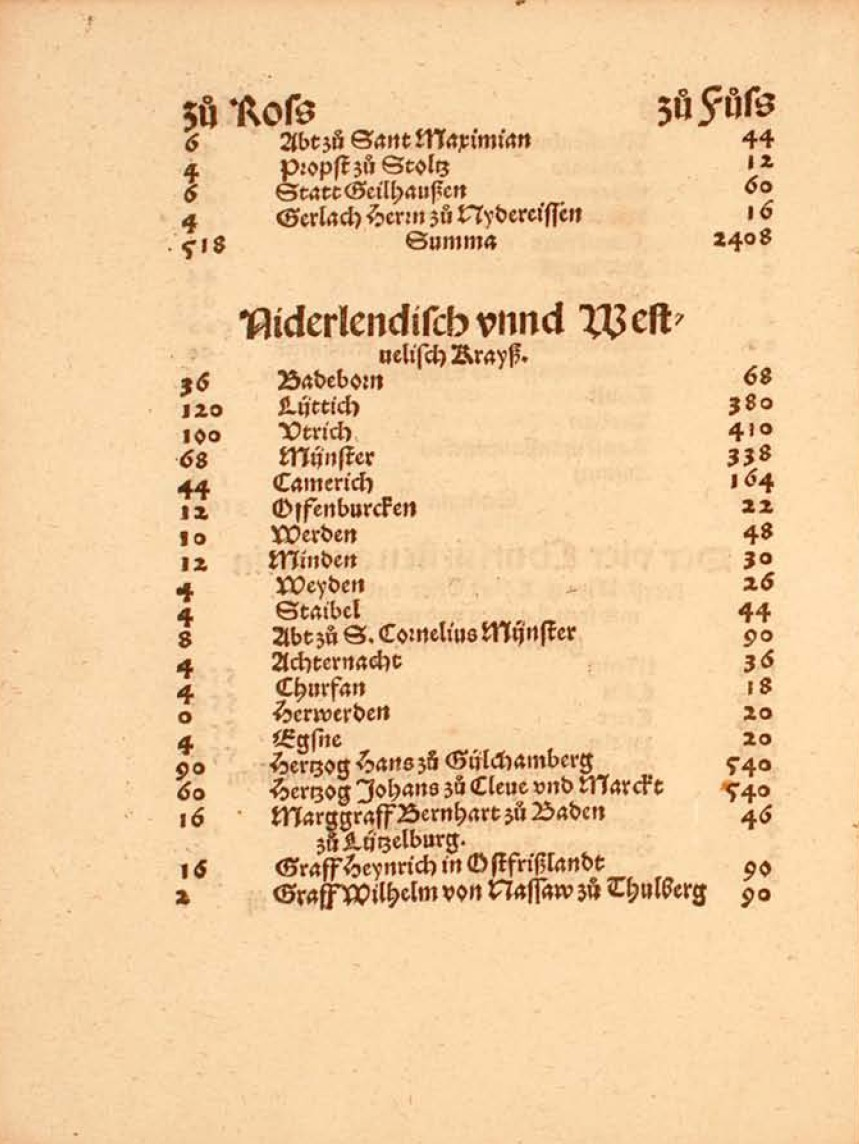
Fragment uit een kopie van de Rijksmatrikel van 1532, waarin de door de 'Nederlands-Westfaalse Kreits' te leveren troepen te paard (zu Ross) en te voet (zu Fuss) worden vermeld.

Een rijksmatrikel (Duits: Reichsmatrikel, ook wel Heeresmatrikel oftewel "legermatrikel"), was een lijst van de rijksstanden (Duits: Reichsstände) van het Heilige Roomse Rijk, waarin met precieze aantallen stond geschreven hoeveel troepen zij dienden te leveren aan het Rijksleger (Duits: Reichsarmee of Reichsheer, Latijn: exercitus imperii; niet te verwarren met het Keizerlijk leger) en/of de financiële bijdrage die zij dienden te leveren voor het onderhouden van het leger (de zogenaamde Römermonat). Een lemma in de matrikel werd vaak gezien als een belangrijke indicatie van de rijksvrijheid of rijksonmiddellijkheid (Duits: Reichsfreiheit of Reichsunmittelbarkeit) van een rijksstand, maar dat was niet altijd onomstreden. De betekenis van de rijksmatrikels voor historisch onderzoek is vooral dat alle rijksstanden van het Heilige Roomse Rijk erin genoemd worden. Er zitten echter ook overduidelijke fouten in.
Het woord 'matrikel' is afgeleid van het Latijnse woord mātrīcula, een verkleinwoord van mātrīx ("lijst", "register").